# Melania Trump
Melania Trump, de nom de soltera Melanija Knavs (Novo Mesto, 26 d'abril de 1970), és una ex-model eslovena i l'esposa del 45è president dels Estats Units Donald Trump, amb qui es va casar el 22 de gener de 2005. Durant el mandat del seu marit a partir de les eleccions del 2016, exercí el càrrec no oficial de Primera Dama dels Estats Units del 20 de gener de 2017 al 20 de gener de 2021.
Va néixer a la ciutat de Novo Mesto i va començar la seva carrera com a model a 16 anys, mentre obtenia un grau d'arquitectura en una Universitat d'Eslovènia. En relació amb Trump, Melania va seguir amb la seva carrera com a model mentre feia obres de caritat. La seva relació amorosa amb Donald Trump es va mostrar al reality show The Apprentice durant l'any 2004.